# C-Media
C-Media Electronics, Inc. (Китайською 驊訊電子) — тайванська фірма апаратного забезпечення, яка виробляє процесори для звукових плат і для USB пристроїв, та бездротові аудіо пристрої.

## Продукція

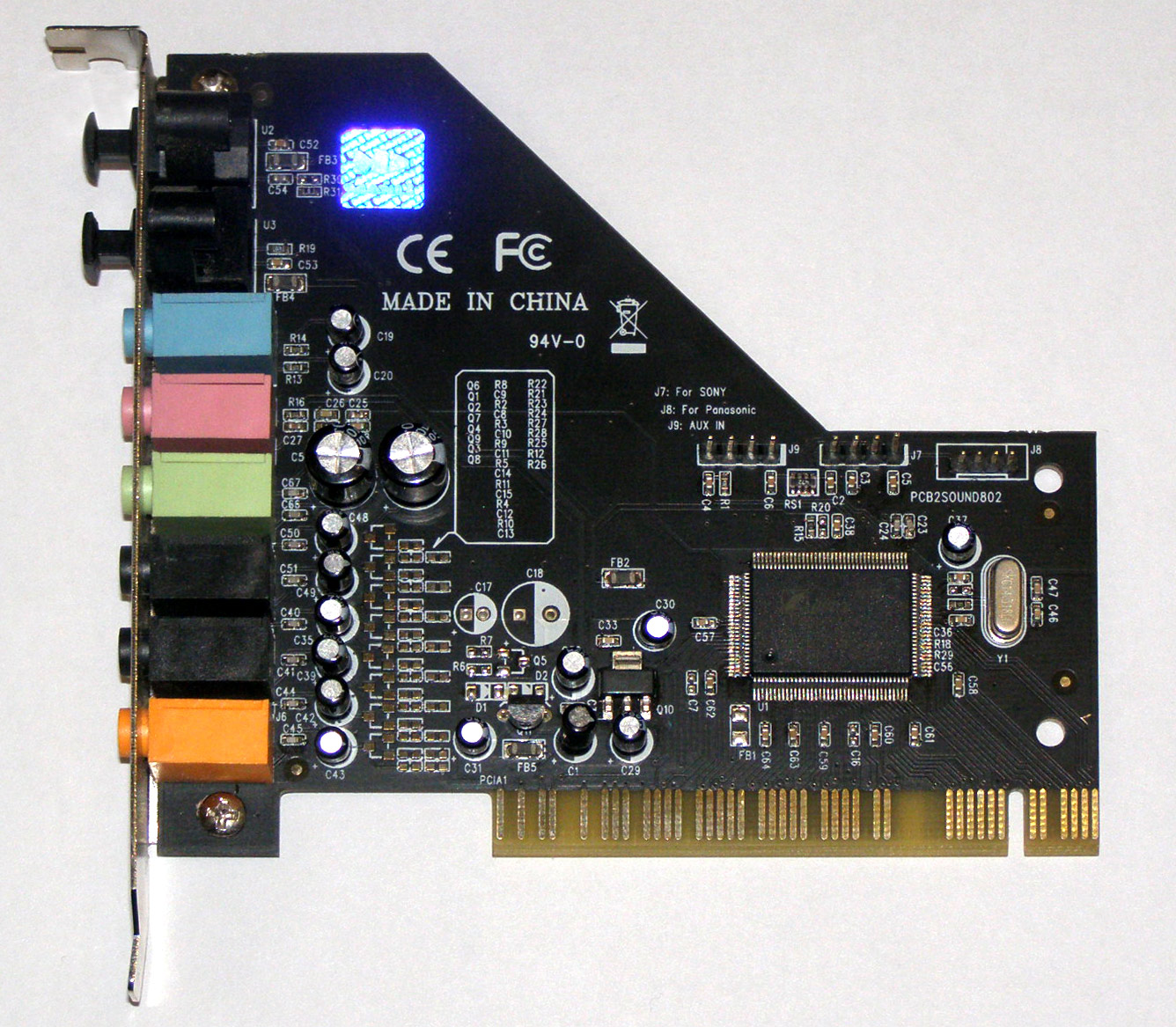
C-media звукова плата PCI 7.1 OEM (M-CMI8768-8CH)

### ISA аудіо
- CMI8330

### PCI аудіо
- CMI8338
- CMI8738-SX
- CMI8738-LX
- CMI8738-MX
- CMI8768
- CMI8768+ (Dolby Digital Live кодування)
- CMI8769
- CMI8770 (Dolby Digital Live & DTS кодування)
- Oxygen HD CMI8787

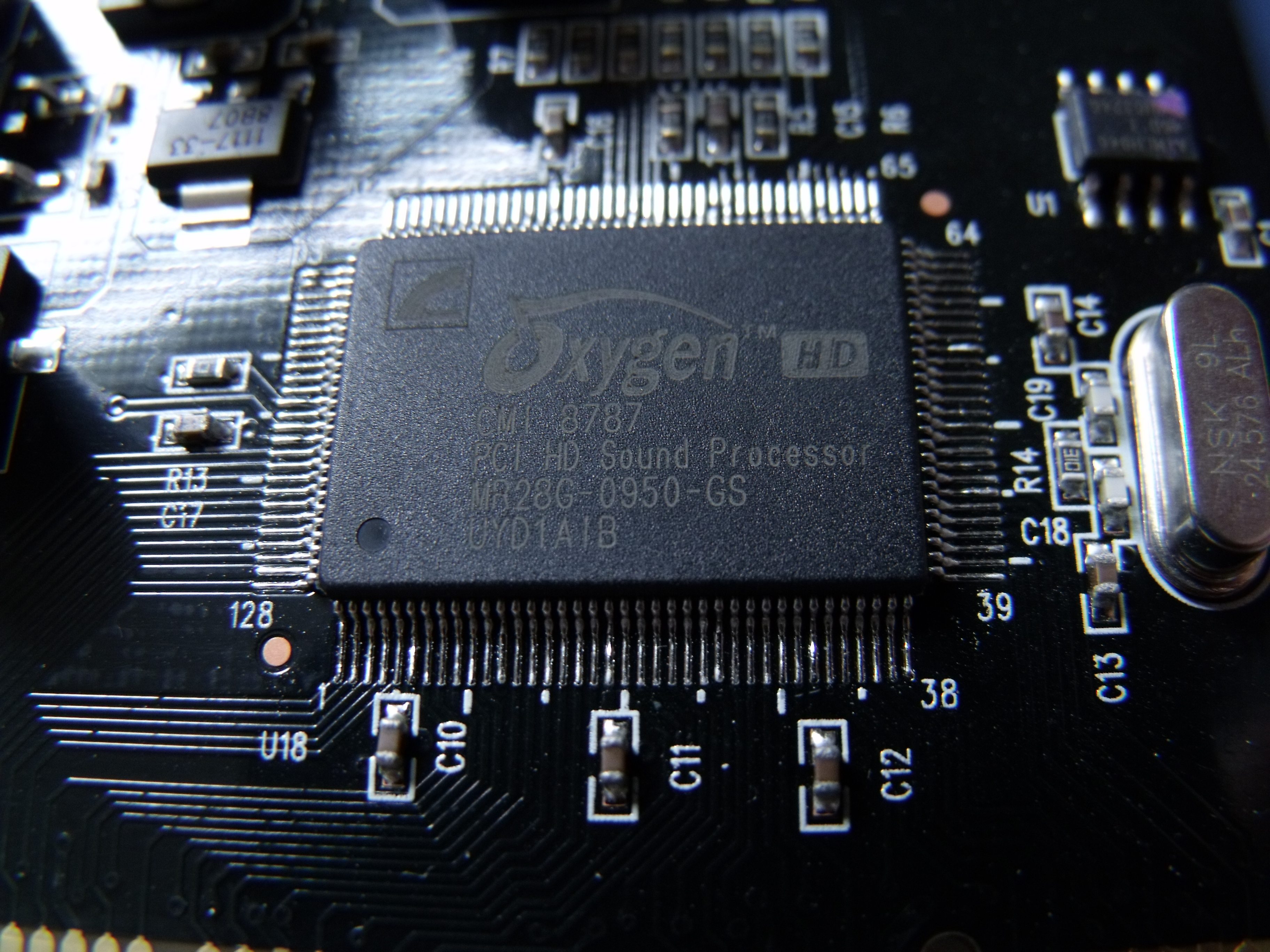
C-Media Oxygen HD CMI8787 звуковий процесор на PCI платі.

- Oxygen HD CMI8788 (Dolby Digital Live & DTS кодування)

### AC'97аудіо
- CMI9738
- CMI9739
- CMI9761
- CMI9780

### HD аудіо
- CMI9880 (деякі з них мають сертифікат Dolby Master Studio)

### USB аудіо
- CM102A+/S+
- CM108AH
- CM108B
- CM118B
- CM119B/BN
- CM6206
- CM6206-LX
- CM6300
- CM6302
- CM6317A
- CM6327A
- CM6400
- CM6400X1
- CM6500B
- CM6502B
- CM6510B
- CM6523B
- CM6530N
- CM6531N
- CM6533(N)
- CM6533DH
- CM6533X1
- CM6535
- HS-100B

### Wi-Sonic мережеве аудіо
- CMWS-01: Використовує CMI8769 для аудіо.
- WS-011
- WS-012
- WS-021
- WS-022
- WS-101

### USB storage
- CM120 (Підтримка цього продукту відсутня на C-Media.tw)
- CM220
  - CM220F
  - CM220L
  - CM220S
- CM320
  - CM320L
  - CM320S

### O.E.M Vender Audio Processor
- Oxygen HD CMI8786 (O.E.M Xonar AsusTek Computer Inc.)
- ASUS AV66 (O.E.M Xonar AsusTek Computer Inc.)
- ASUS AV100 (O.E.M Xonar AsusTek Computer Inc.)
- ASUS AV200 (O.E.M Xonar AsusTek Computer Inc.)
- ASUS UA100 USB (O.E.M Xonar AsusTek Computer Inc.)

## Закінчення ліцензії Sensaura
Термін ліцензії наданої Sensaura C-Media збіг 23 вересня 2008. Після цього просування нових Xear3D EX з підтримкою OpenAL, і випуск нових драйверів був неможливий. Станом на 26 вересня 2011 року, драйвера стали доступні для деяких моделей чипсетів PCI:
- CMI 8738
- CMI 8768
- CMI 8768+
- CMI 8770
- CMI 8787
- CMI 8788